# گورستان فدک ۲
گورستان فدک ۲ مربوط به دوره اشکانی است و در شهرستان دره‌شهر، بخش بدره، دهستان هندمینی، روستای فدک واقع شده است. این اثر در تاریخ ۳۰ دی ۱۳۸۵ با شمارهٔ ثبت ۱۶۹۳۱ به عنوان یکی از آثار ملی ایران به ثبت رسیده است.